# Tobias Graf
Tobias Graf (ur. 17 marca 1984) – niemiecki niepełnosprawny kolarz. Mistrz paraolimpijski oraz srebrny i brązowy medalista z Londynu, srebrny i brązowy medalista z Aten, brązowy medalista z Pekinu.

## Medale Igrzysk Paraolimpijskich

### 2012
- – Kolarstwo – wyścig uliczny/trial na czas – C2
- – Kolarstwo – bieg pościgowy indywidualnie – C2
- – Kolarstwo – trial na czas – 1 km – C1 – 2-3

### 2008
- – Kolarstwo – bieg pościgowy indywidualnie – LC 3

### 2004
- – Kolarstwo – bieg pościgowy indywidualnie – LC 3
- – Kolarstwo – trial na czas – 1 km – LC 3